# Перваки (организованная преступная группировка)
«Перваки», также известные как «Первогоровские» или «Первогорские» — одна из крупнейших организованных преступных группировок Казани, которая возникла в конце 1970-х годов на волне формирования многочисленных дворовых и уличных банд. Названа в честь микрорайона «Первые Горки», в которой выросли основные её члены.

## История возникновения
Как и многие казанские группировки, «Перваки» сформировались в 1970-е годы на основе союза нескольких уличных банд, действовавших в микрорайоне «Первые Горки». Согласно воспоминаниям одного из лидеров группировки Рината Шагвалиева (род. 1962), семья которого переехала в микрорайон «Первые Горки» в 1973 году, на него самого и его одноклассников постоянно нападали ребята из микрорайона «Старые Горки», отбиравшие велосипеды, коньки, клюшки и так далее. Когда Ринат Шагвалиев стал постарше, то собрал команду сверстников, которая стала называться «Перваки». Подростки стали заниматься в спортзалах школы и спортивных секциях, а также взяли за правило отказ от алкоголя и курения, чтобы научиться давать сдачи ребятам из «Старых Горок».
За образец ими была взята группировка «Теплоконтроль», которая держала в страхе весь город. В группировке за каждым старшим была закреплена пара человек, которых он воспитывал. В 1978 году Шагвалиев, с его слов, вывел всех «перваков» на танцы в парк имени Горького, чтобы показать свою значимость. Там же «перваки» стали вступать в драки с представителями других казанских банд, в основном с подростками из Советского района. По версии следователей, формирование группировки в традиционном стиле пришлось на середину 1980-х годов, а в начале 1990-х годов в состав группировки вошли молодёжные группировки под названием «Мавлютовская», «Камаевская», «Гарифьяновская», «Старогорковская», «Дружная коробка» и «Пьяная коробка», благодаря чему «Перваки» стали крупнейшей в Приволжском районе бандой. По словам дочери одного из лидеров «Перваков», жизнь в Казани подразумевала, что каждому мужчине рано или поздно предстояло попасть в ту или иную группировку.

## Криминальные разборки

### Сферы влияния
В конце 1980-х — начале 1990-х «перваки» окончательно поделили Казань с другими группировками. К середине 1990-х годов численность группировки достигала от 300 до 400 человек: её члены контролировали один из городских рынков, кафе, нелегальные парковки и автосервисы. Также они занимались вымогательством. Согласно старшему следователю СО СКП по Поволжскому округу Вадиму Максимову, поначалу «Перваки» крышевали те заведения, которые находились на территории их района, а потом стали собирать общак. В сфере влияния «перваков», в частности, были ночной клуб «Фламинго» на Муштари и ночной клуб «Эйфория». Принято считать, что именно у «перваков» из казанских молодёжных банд появились первые жёлтые внедорожники типа «Хаммер».

### Война против «борисковских»
Раздел территории между казанскими группировками сопровождался многочисленными разборками и драками со смертельным исходом: если на стыке 1980-х и 1990-х в драках молодёжь использовала кирпичи и арматуру, избивая противников до смерти, то в 1990-е годы банды взялись за автоматы. В частности, «Перваки» и «Хади Такташ», борясь за контроль над Приволжским колхозным рынком, устроили перестрелку из автоматов. Борьба велась уже не за символический авторитет на улице, а именно за реальные ресурсы с применением огнестрельного оружия. Повзрослевшие «пацаны» стали захватывать пленных и даже уничтожать имущество врага, отказавшись от традиционных боёв один-на-один. Предпосылками для последовавших криминальных войн нового типа стали экономические реформы Бориса Ельцина, которые вывели на арену фарцовщиков и теневиков, ставших коммерсантами: милиция воспринимала последних в качестве преступников, и те шли за защитой к представителям «братвы». Очень многие представители казанских банд также стали заниматься крышеванием барыг.
Война между ОПГ «Перваки» и ОПГ «Борисково» стала первой подобной войной между бывшими молодёжными группировками Казани: она перекинулась даже на Ленинград, куда бежали очень многие бандиты, разыскиваемые милицией и конкурентами. Поскольку многие СМИ не освещали криминальные события, считается достаточно сложным восстановить полную хронологию событий и объективную картину случившегося. По одной из версий, причиной раскола стала драка в декабре 1989 года, когда «перваковские» старшие забили насмерть своего «молодого» Ленара Кудрявого. Однако большинство очевидцев считают, что война между «борисковскими» и «перваками» началась в 1990 году с инцидента в ресторане «Нарат», когда на дне рождения авторитета «борисковских» Куицкого попытались помириться две повздорившие бригады: люди Куицкого с одной стороны и люди Талгата Хайруллина и Анатолия Блохина с другой. Последовавшая пьянка привела к тому, что «борисковские» повздорили с «первогоровскими»: в компании с последними был «аделевский» Вова Боцман, которому прострелили глаз. Представитель «борисковских» Александр «Дмитрий» Дмитриев вместе с Ильясом Клеем из «первогоровских» отправился мириться к Боцману, однако оба были убиты.
«Перваки» разделились на два лагеря. С одной стороны, это было старшее поколение в лице взрослых авторитетов Филимона, Гильмутдина и ещё нескольких человек, которые поддержали «борисковских» и даже заручились поддержкой части «аделевских». С другой стороны оказалась условная молодёжь, которую поддержали большинство группировок Приволжского района и другая часть «аделевских» (молодёжь была вооружена на деньги Боцмана). Это противостояние обнажило другой тренд — войны между представителями старшего и младшего поколений, в ходе которых младшие хотели получить свою долю в бизнесе и расширить своё влияние, а старшие не собирались им уступать. Сам этот конфликт, по одной из версий, перерос ещё и в большую войну между группировками «Жилка» и «Севастопольские»: лидером «Жилки» стал один из бандитов старой формации «Хайдер», сравнявшийся по влиянию с «борисковскими». Основным итогом этой войны стала победа представителей молодёжи, которая смело использовала разработки спецслужб, прослушивая своих врагов, а для борьбы с противниками не гнушалась переодеваться в милицейскую форму и атаковать их. Старая формация в лице «Хайдера» потерпела неудачу, а её лидер был убит.

### Войны против «Высотки» и «Хади Такташ»
Помимо этого, «перваки» вели войну против банд «Высотка» и «Калуга», защищая ночной клуб «Эйфория». В частности, в ночь на 29 марта 1997 года в клубе «Эйфория» произошла перестрелка, когда неизвестные подъехали к зданию клуба, обстреляли его и спустя несколько минут вернулись, застрелив двоих человек, не имевших отношения к «Первакам» (убитыми были Сергей Яковлев и Константин Макаров). 10 июня 1998 года Верховным судом Республики Татарстан в убийстве были признаны виновными двое человек из ОПГ «Высотка»: Вячеслав «Семён» Семёнов (21 год колонии строгого режима с отбыванием первых 5 лет в тюрьме) и Игорь «Строка» Мочалов (18 лет колонии особого режима с отбыванием первых 5 лет в тюрьме). Третий участник нападения, Анвар «Тортик» Камалеев, был найден повешенным на территории детского сада на Волгоградской улице спустя несколько дней после нападения на клуб, а ещё один член банды Рашид «Клоп» Гайнутдинов был оправдан. Ни Семёнов, ни Мочалов свою вину не признали, пытаясь возложить всю ответственность на умершего Камалеева.
В 1997 году группировка раскололась на три лагеря — так называемые «бригада Бибика», «бригада Феди» и «бригада Михалыча». В 1998 году один из лидеров «бригады Бибика», Александр «Гриня» Гриньков («Гриня») не расплатился на точке «такташевских» за 200 г кокаина, взятых у «Хади Такташ», и был ими за это убит. Трое бандитов пришли к нему домой, решили вместе с ним выпить и расстреляли Гринькова, а затем, дождавшись ещё двух гостей из числа «перваков», расстреляли их в упор, хотя один сумел сбежать. В ответ «перваки» убили одного из «такташевских», коим оказался маловлиятельный Андрей «Толкун» Толкушкин: его подкараулили около дома молодые «перваки», забив до смерти обрезками арматуры. Лидер своей бригады «перваков» Альберт «Бибик» Батров объявил войну банде «Хади Такташ», в ответ на что лидер последней Радик «Раджа» Галиаберов пообещал награду в размере 5 тысяч долларов за убийство рядового «первака» и 50 тысяч долларов за убийство лидера. Списки врагов, их адреса и номера машин были переданы всем членам ОПГ «Хади Такташ»: в результате бойни погибли семь авторитетов из числа «перваков». В частности, «такташевские» застрелили Александра «Куяна» Сакмарова, зятя «Бибика», чтобы выманить скрывавшегося авторитета на похороны и расправиться с ним, однако этот план не сработал. Хотя в ходе войны никто из «Хади Такташа» не пострадал, их лидер Раджа с момента войны всегда носил бронежилет под одеждой. Существует версия, что обе банды могли стравить сотрудники МВД Республики Татарстан, чтобы покончить с преступностью.

### Преступления «бригады Феди»
Одна из частей расколовшейся группировки, лидером которой был Фирдинат «Федя» Юсупов, решила не участвовать в войне против «Хади Такташ» и прекратила отношения с людьми «Бибика». Образовавшуюся группировку возглавили Фирдинат Юсупов и Валентин Лукоянов, позже ставший директором фирмы «Ютер». Всю бригаду презрительно прозвали «офисными» за решение уйти в бизнес, и на этой почве Юсупов даже рассорился с Бикбовым: «Федя» хотел избавиться от конкурентов и заняться легальной коммерцией, в то время как «Бибик» стремился не только контролировать наркобизнес и проституцию, но и возрождать «воровские» традиции. В дальнейшем их конфликт только усугубился. В бригаду входили киллеры Владислав Мухин и Александр Ерусалимский.
Жертвами «бригады Феди» становились конкуренты из бригады «Бибика», преступных группировок «Калужские», «Камаевские» и «Халевские», а также несговорчивые бизнесмены. В частности, этой банде приписывались убийства Марата Исхакова из «камаевских», Павла Кудряшова из «халевских», а также авторитетов «перваков» Константина «Чекиста» Николаева и Виктора Гусева. Так, 25 ноября 1997 года по указанию Лукоянова некий молдаванин на улице Сыртлановой застрелил Константина «Чекиста» Николаева и ранил его брата: со слов члена «бригады Феди» Сергея Сардаева, «Чекист» входил в ряды «бибиковских» и грозился отобрать асфальтобетонный завод у «Феди» и убить всех, кто будет против этого раздела. Лукоянов заплатил киллеру сумму в размере между 3 и 5 тысячами долларов США и дал ему оружие. Марат Исхаков, возглавивший ещё одну отделившуюся от «Перваков» бригаду под названием «Камаевские» (они же «Негры») был убит 3 декабря 1998 года Владиславом Мухиным по заданию Александра Ерусалимского, поскольку Исхаков грозился расправиться с Лукояновым и Сардаевым. Павел Кудряшов же стал известен тем, что однажды затеял драку в игровом баре «перваков», и директор бара вызвал охрану, которая избила Кудряшова до полусмерти, похитила его и вывезли в пригородный посёлок, где тот и умер.
16 октября 1998 года Владислав Мухин и Александр Ерусалимский выследили лидера ОПГ «Калуга», предпринимателя Вячеслава «Яниса» Татарова, около его частного дома на улице Толстого. Когда Татаров сел в машину, Мухин и Ерусалимский расстреляли его из пистолетов, сделав по пять выстрелов: из машины едва выскочил приятель Татарова Евгений Трошин, который приехал за ним в тот день на машине. Тело убитого Татарова обнаружила дочь, которая прибежала домой с криками и сообщила матери. Поводом для убийства стало нежелание «перваков» делиться с «калужскими» отелем «Булгар» и Чеховским рынком: «калужские» хотели поставлять в гостиницу проституток и взять под контроль торговые точки на рынке. Дочь Вячеслава утверждала, что за несколько дней до убийства заподозрила возможность опасности: отец, по её словам, после одной из бесед с партнёрами пришёл в комнату, снял бронежилет и попросил дочку не говорить об этом факте. Сам он никогда не делился с семьёй своими проблемами. Мухин был задержан 22 октября 1998 года по обвинению в убийстве Татарова и заключён под стражу на следующий день, но 1 ноября был освобождён по распоряжению следователя прокуратуры Вахитовского района, а ещё через три недели был заочно объявлен обвиняемым в убийстве, заочно арестован и объявлен в розыск. В 2000-е годы Приволжский суд Казани признал его пропавшим без вести, а в 2010 году Мухин был объявлен в международный розыск. Юсупов был также под стражей с 25 по 31 декабря 1998 года по обвинению в убийстве Татарова.
Вскоре у «перваков» под руководством Юсупова возник замысел на убийство Альберта «Бибика» Батрова, лидера одного из осколков былых «Перваков». Они привлекли к этому Рината Шагвалиева, одного из основателей группировки (он был трижды судим в 90-е, появившись в Первых Горках только в 1997, 1999 и 2000 годах). В июне 1999 года его пригласили в квартиру к одному из лидеров «бригады Феди» Валентину Лукоянову, убедив Рината избавиться от Батрова. Деньги на устранение в размере 50 тысяч долларов США собрали с группировок «Перваки», «Хади Такташ» и «35-я коробка»: Ринат получил пистолет ПСМ с глушителем от Александра Ерусалимского, а также аванс в размере 25 тысяч долларов от Лукоянова. В показаниях он утверждал, что получил деньги в машине от «первогоровского» Цыпы, но в суде уже говорил, что ему дали деньги в офисе в гостинице «Татарстан». Шагвалиев утверждал, что не хотел убивать Батрова, ради чего начал тянуть время. В августе или сентябре его арестовали за незаконное хранение оружия, после чего он вернул Лукоянову полученный ранее аванс. Вскоре Ринат был арестован по обвинению в массовом убийстве, известном в криминальных кругах как «побоище в Званке», и был приговорён к пожизненному лишению свободы с отбыванием наказания в ИК-5 «Вологодский пятак».
Ещё одно из убийств конца 1990-х, совершённое осколком «перваков» в лице банды Фирдината «Феди» Юсупова, было отчасти связано с враждой с «Борисково». Генеральный директор «Агентства радиокоммуникаций — RCA» и «Пейджинговой компании — RCA» Тимур Атнагулов, по совместительству учредитель «Русского радио» в Казани, долгое время сотрудничал с представителями Юсупова, которые обеспечивали ему «крышу»: в обмен на поддержку он даже выдал им по пейджеру и занялся спонсированием их предприятий. В сделки Атнагулова бандиты вкладывали от 100 до 200 тысяч долларов из личных средств. Однако в конце 1990-х годов он решил порвать с ними и якобы ушёл к ОПГ «Борисково», предполагаемым лидером которой был Равиль «Джамай» Гатиатуллин (умер в 2020 году от коронавируса). Из-за ухода «Федя» стал нести убытки, и было принято решение убить Атнагулова: со слов Рината Шагвалиева, убийцей был Александр Ерусалимский, а «номером 2» — либо Айрат Насыбуллин («Кощей»), либо Владислав Мухин. 7 августа 1999 года Атнагулов возвращался домой с вечеринки вместе с подругой: в доме по улице Вишневского на шестом этаже Тимур открывал дверь своей квартиры, когда киллер расстрелял бизнесмена, не тронув женщину. Орудие убийства — пистолет Макарова с глушителем — было брошено в подъезде: предполагалось, что Ерусалимский купил его у другого киллера банды, Александра Сычёва, в июле 1999 года за 2 тысячи рублей, а команду на убийство ему отдал Леонид Андреев.
Также 31 декабря 1999 года, по версии следствия, Ерусалимский застрелил бандита Гусева, который попытался сбежать из бригады Феди в конкурирующую ОПГ «Бибика». Следствие подозревало, что Ерусалимский был причастен к четырём убийствам. Сам он был убит в июне 2002 года в результате одной из разборок. 2 августа 2000 года один из киллеров бригады на территории детсада по улице братьев Касимовых зарезал ножом директора автостоянки Васина, который не желал отдавать автостоянку «бригаде Феди».

## Аресты и суды
По мнению Роберта Гараева, после принятия в 1997 году нового Уголовного кодекса, который содержал статью 210 «Организация преступного сообщества», группировки стали вести себя намного сдержанней и тише, что заставило журналистов подумать, что эпоха группировок пришла к концу. Гараев утверждал, что группировки не исчезли, но эволюционировали и подстроились под новые реалии. В середине 2000-х годов в ряды «Перваков» входило 45 участников старшей возрастной категории и около 200 средней и младшей. Ещё от 150 до 200 человек формально были членами группировки, но больше не принимали участие в её деятельности никоим образом. Батров в 1999 году был осуждён за незаконное хранение оружия, выйдя на свободу через два года. В январе 2002 года в ходе судебного процесса над членами преступных сообществ Татарстана тюремные сроки получили 13 бандитов из «Хади Такташ» во главе с «Раджой», а вскоре Батров опять предстал перед судом, но его дело суд направил на доследование, освободив самого авторитета из-под стражи. В мае того же года перед судом наконец-то предстала первая из бригад «Перваков». Один из «перваков», который участвовал в убийстве «такташевского» Толкушкина, находился в розыске с 2001 года, но в 2007 году был арестован по обвинению в убийстве. Батров умер в январе 2016 года из-за воспаления лёгких после посещения бани в Марий-Эл и был похоронен в Казани.
В 2010 году Фирдинат Юсупов, который на тот момент занимал должность заместителя директора казанского хоккейно-спортивного клуба «Тимер», был арестован на загородной даче в ходе операции с участием десятков сотрудников правоохранительных органов: позже были арестованы Валентин Лукоянов, Сергей Сардаев и Леонид Андреев, чьё дело было выделено в отдельное производство в связи с болезнью. Против арестованных возбудили уголовное дело по статье «бандитизм»: показания осуждённых преступников из «Хади Такташа» и «Перваков» позволили установить, что с 1997 по 2000 годы члены «бригады Феди» совершили пять убийств, одно похищение человека и были причастны к трём случаям причинения тяжкого вреда здоровью. В феврале 2012 года материалы по «первакам» передали в Верховный суд Татарстана с ходатайством о рассмотрении дела судом присяжных. Все четверо арестованных предстали перед судом по обвинению в шести эпизодах убийств, бандитизме и незаконном хранении оружия. Государственный обвинитель требовал для всех осуждённых свыше 10 лет лишения свободы, однако в марте 2013 года 9 присяжных из 12 простым большинством высказались за полное оправдание всех обвиняемых, исходя из того, что не был доказан сам факт существования ОПГ «Перваки». В апреле того же года на основании вердикта все четверо были оправданы, даже невзирая на то, что Андреев на суде признал свою вину.
В октябре 2013 года Верховный суд Российской Федерации отменил приговор и направил дело на повторное рассмотрение, однако судья Верховного суда РТ Мансур Султанов вернул материалы дела в прокуратуру из-за процессуальных нарушений: в фабуле обвинения описывались преступные действия конкретного лица, которое отсутствовало на скамье подсудимых. Дополнительное следствие затянулось: в 2017 и 2018 годах сотрудники Следственного комитета четыре раза прекращали преследование всех четверых обвиняемых (Юсупов, Лукоянов, Сардаев и Андреев) на основании их непричастности к преступлению. В 2020 году все четверо снова получили статус обвиняемых а в марте 2021 года находившийся на протяжении 18 лет в розыске киллер «Перваков» Владислав «Муха» Мухин был экстрадирован в Россию из Болгарии и оказался снова в списке обвиняемых (болгарская полиция задержала его в аэропорту Софии в августе 2020 года по прилёте из Израиля). В 2021 году Лукоянов умер от коронавирусной инфекции, но следствие по его делу продолжилось, как и по делу Ерусалимского, которому суд предъявил в том же году посмертное обвинение в незаконном обороте оружия и боеприпасов, участии в банде и нескольких убийствах.
В марте 2022 года оправдательный приговор, вынесенный в 2013 году членам бригады «Феди», был окончательно отменён. Верховный суд РТ возобновил рассмотрение дела в отношении членов «бригады Феди», обвинявшихся в совершении ряда убийств с 1997 по 2001 годы. Перед судом предстали Фирдинат «Федя» Юсупов, Сергей «Сардай» Сардаев, Леонид «Кисман» Андреев и Владислав «Муха» Мухин: из обвиняемых только «Муха» был помещён под стражу, в то время как Юсупову и Сардаеву в качестве меры процессуального понуждения избрали обязательство о явке (2015 год), а Андрееву — залог в 1 миллион рублей (2011 год), который ему позже дали возможность забрать. Осуждённый пожизненно Шагвалиев проходил по этому делу в качестве свидетеля, давая показания суду по видеосвязи.

## Комментарии
1. ↑  Известен под прозвищами «Скиппи»[2] и «Шиня»[6]